# Neufchâtel-en-Bray
Neufchâtel-en-Bray je francouzská obec v departementu Seine-Maritime v regionu Normandie. V roce 2009 zde žilo 4 872 obyvatel. Je centrem kantonu Neufchâtel-en-Bray.